# Nycticorax nycticorax
El martinete común, huaco⁸ o guaco (Nycticorax nycticorax) es una especie de ave pelecaniforme de la familia Ardeidae, ampliamente distribuida por Eurasia, África y América.

## Descripción

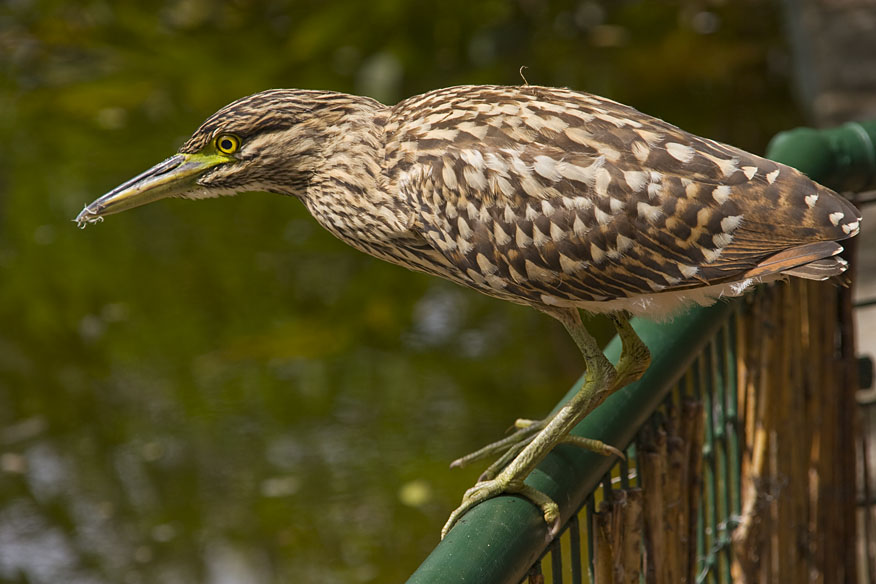
Juvenil.

Es una garza rechoncha y de tamaño medio (entre 60 y 65 cm). Es notable la escasa longitud de su cuello, si lo comparamos con el de otras garzas, como la garza real o la garceta común. Se caracteriza por sus ojos de color rojo intenso. El plumaje de las partes inferiores es principalmente blanquecino grisáceo. El cuello puede ser blanco o gris claro. El rostro, garganta y vientre son de color blanco puro. El píleo, nuca y espalda son de color negruzco, aunque de tonalidad cambiante, y las alas son de color gris. A los adultos les salen de la nuca dos o tres plumas blancas largas y estrechas, algo más largas en el macho que en la hembra.
Las patas y pies son de color amarillo pálido (algo más intenso en época de cría). El pico, robusto, pero no excesivamente largo, es verdoso en la base y negro en la parte superior.
Los juveniles muestran un plumaje veteado en marrón y blanco, así como ojos de color miel o amarillos. No presentan las plumas de la nuca hasta el primer año de vida.

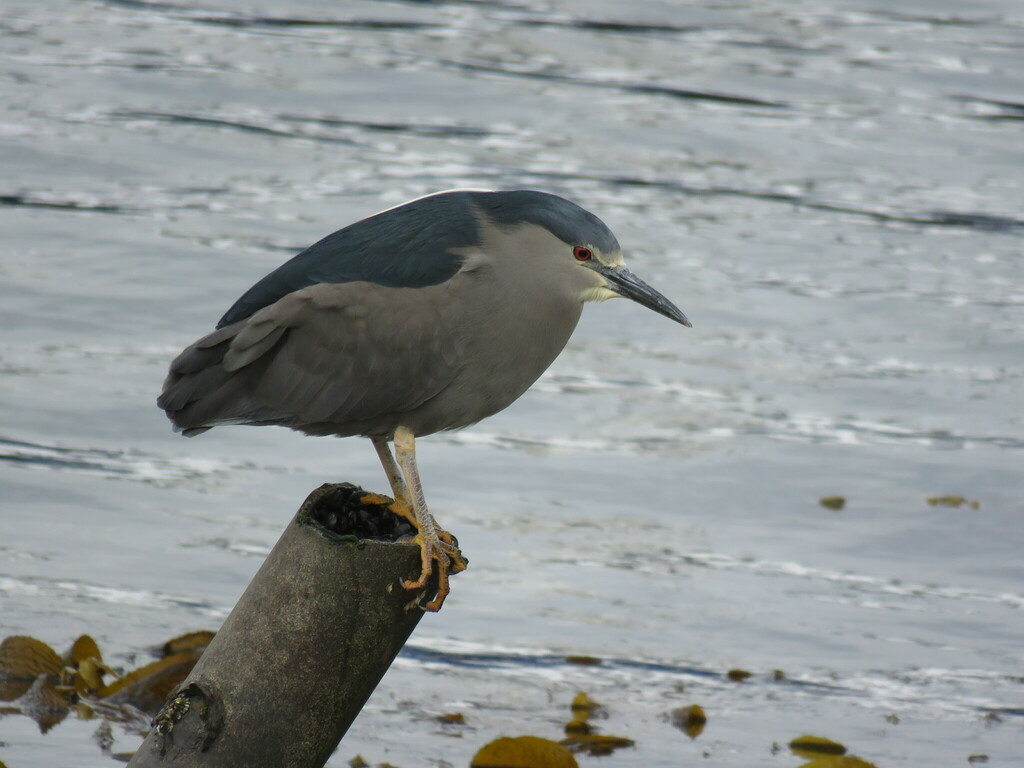
Adulto N. n. obscurus en Tierra del Fuego, Argentina.

Es un ave de costumbres eminentemente crepusculares y nocturnas, aunque en época de cría es posible verla en actividad a la luz del día.

## Taxonomía y etimología

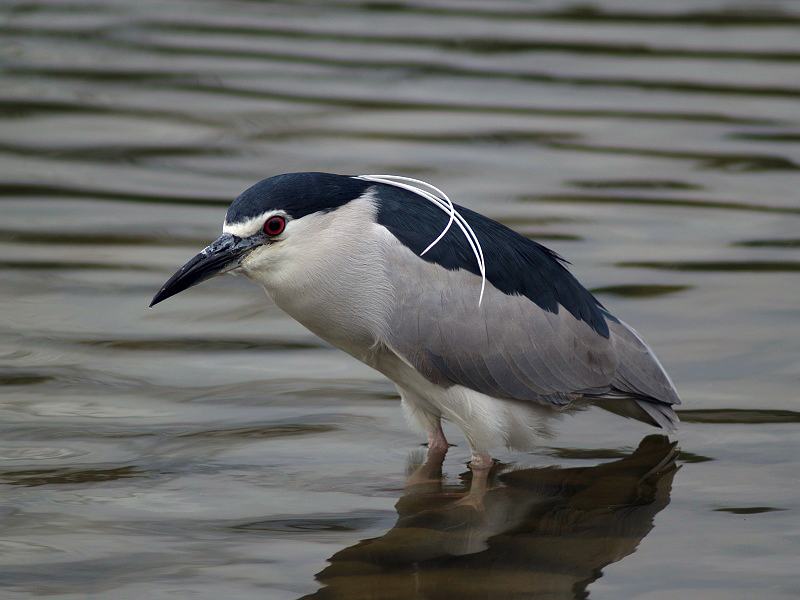
Ejemplar de N. n. nycticorax en Japón.

Nycticorax nycticorax es la especie tipo del género Nycticorax, perteneciente a la familia de las garzas, Ardeidae. A su vez, las garzas se clasifican en el orden Pelecaniformes, junto a otras cuatro familias de aves acuáticas: Pelecanidae (pelícanos), Threskiornithidae (ibis y espátulas), Balaenicipitidae (picozapato) y Scopidae (ave martillo).
Esta ave fue descrita científicamente por Carlos Linneo en 1758, en la décima edición de su obra Systema naturae, con el nombre científico de Ardea Nycticorax, que significa «garza cuervo nocturno». En 1828, el naturalista inglés Thomas Ignatius Maria Forster lo trasladó al género Nycticorax. El nombre de su género y especie procede de la combinación de las palabras griegas nyktos (noche) y korax (cuervo). Hace referencia a sus hábitos nocturnos y sus graznidos, similares a los del cuervo.
Se reconocen cuatro subespecies de Nycticorax nycticorax:
- Nycticorax nycticorax nycticorax (Linnaeus, 1758) - se extiende por Eurasia, incluido el archipiélago malayo, África y Madagascar;
- Nycticorax nycticorax hoactli (Gmelin, 1789) - se encuentra desde el sur de Canadá al centro de la Argentina y norte de Chile;
- Nycticorax nycticorax obscurus (Bonaparte, 1855) - ocupa el centro y sur de Chile y sur de la Argentina hasta el archipiélago de Tierra del Fuego;
- Nycticorax nycticorax falklandicus (Hartert, 1914) - es endémica de las islas Malvinas.

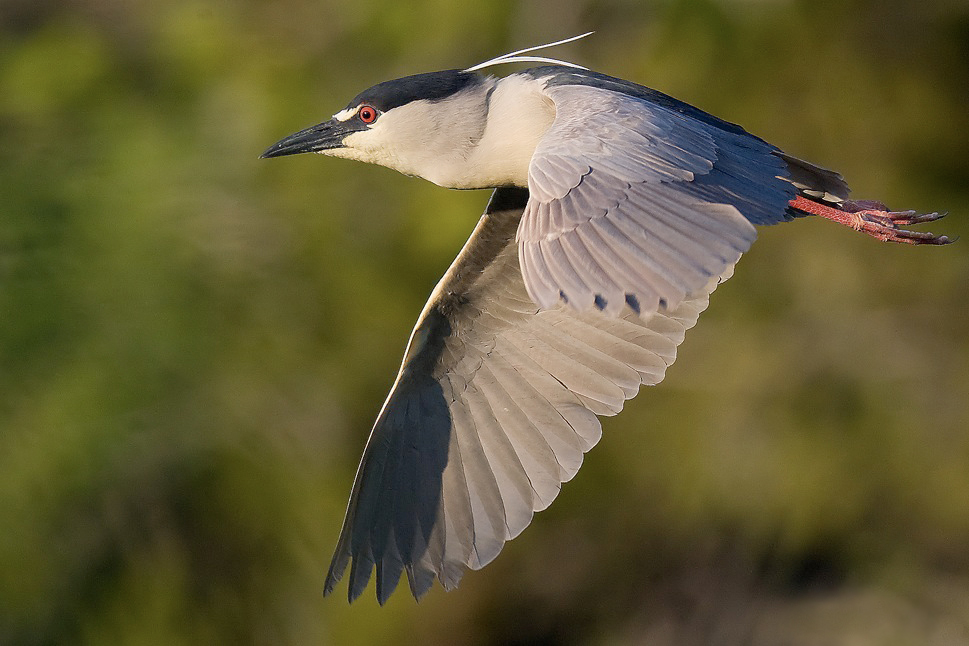
Los martinetes del norte son migratorios.

## Distribución

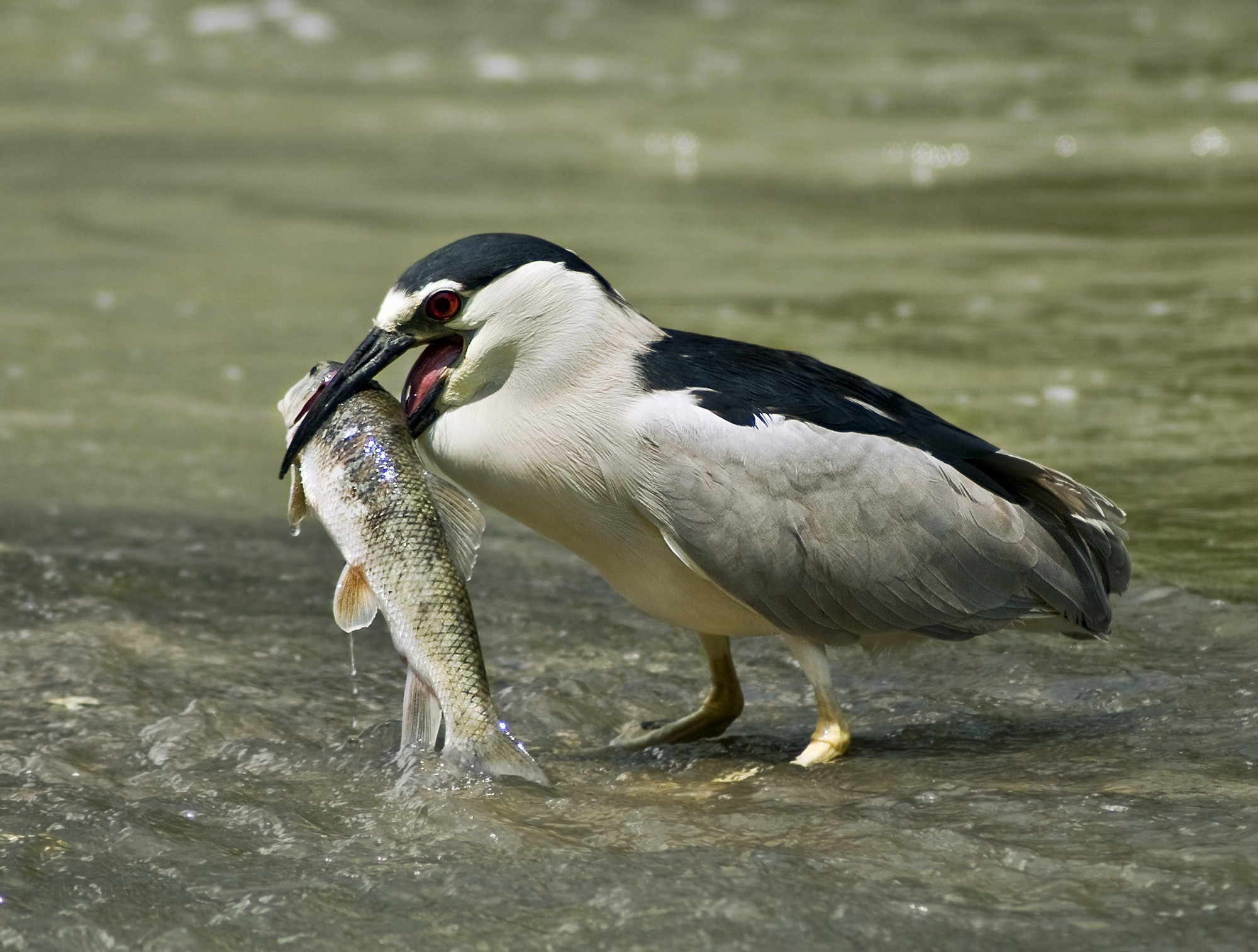
Atrapando un gran pez.

El hábitat de cría de esta ave son los humedales de agua salada, en gran parte del planeta. La subespecie N. n. hoactli anida en toda América, desde Canadá hasta Patagonia. La subespecie nominal, N. n. nycticorax en Europa, Asia y África. Las poblaciones del hemisferio norte son principalmente migratorias. Las poblaciones de Eurasia pasan el invierno en el África tropical y el sur de Asia, y las de América lo hacen en México, el sur de Estados Unidos y en Centroamérica. En cambio, las poblaciones del hemisferio sur son sedentarias.

## Comportamiento

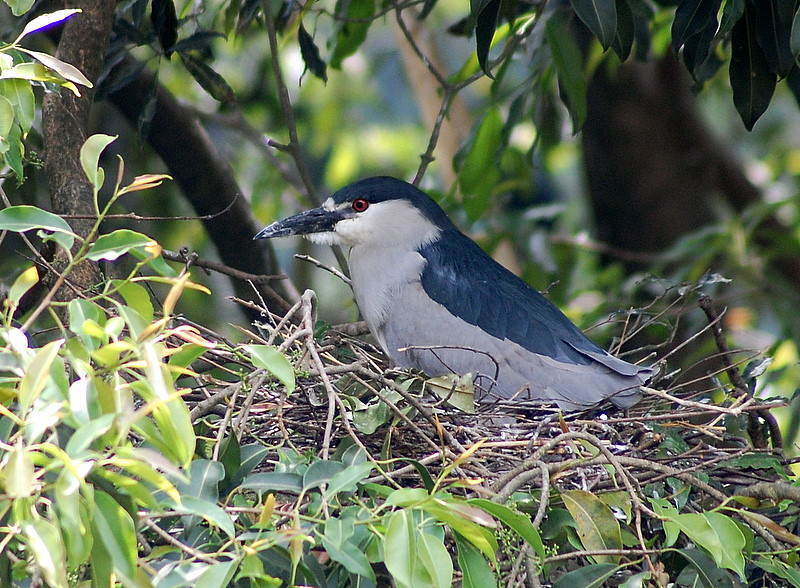
Adulto incubando en el nido.

### Alimentación
Se alimenta principalmente de peces, anfibios, pequeños reptiles e insectos. Excepcionalmente puede completar su dieta con algún ratón.

### Reproducción

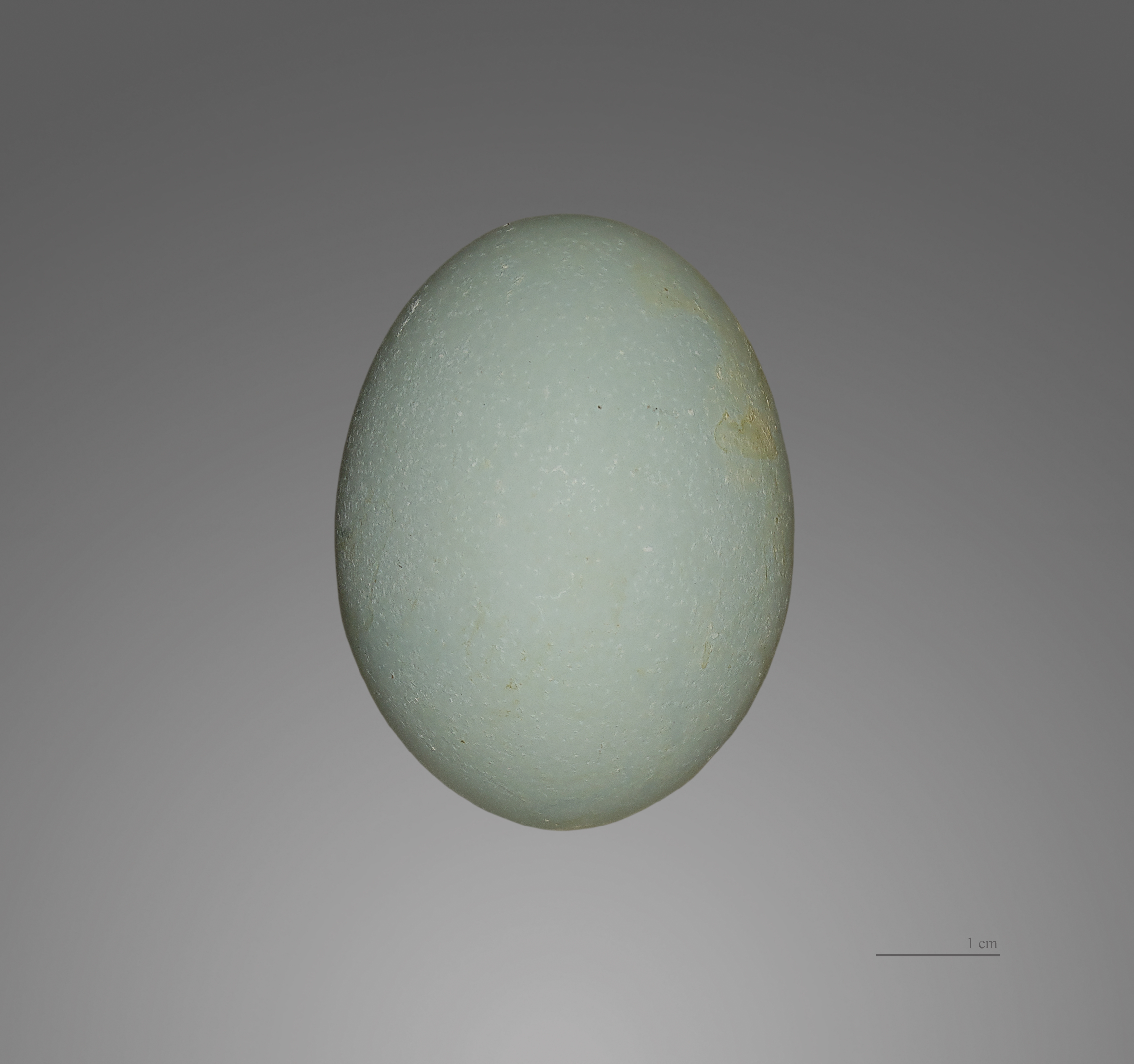
Huevo de Nycticorax nycticorax.

Estas garzas llegan a sus zonas de nidificación en marzo. Los machos comienzan el complejo ritual de selección de pareja antes de la construcción del nido. Una vez establecida la pareja, se construye el nido sobre un árbol o un matorral alto a unos cuatro o cinco metros de altura. El nido es una sencilla estructura de palos, ramas y otros elementos.
La puesta se realiza entre mayo y junio (en el hemisferio norte), y consiste en tres o cuatro huevos de un pálido verde azulado. La incubación, en la que se alternan el macho y la hembra, dura unos 20-21 días. Una vez eclosionados los huevos, ambos progenitores alimentan a los pollos, que permanecerán en el nido tres o cuatro semanas, aunque luego volverán a él para dormir.

## En la cultura
En la Biblia aparece en las traducciones al latín del versículo 7 de un salmo, tanto en la Nova Vulgata (Salmo 102): “sicut nycticorax in ruinis”, como en la Vulgata (Salmo 101): “sicut nycticorax in domicilio”. Ambas dependen de la versión en griego de los salmos conocida como la Septuaginta: “νυκτικόραξ”.
En Chiloé, un archipiélago del sur de Chile, esta ave tiene un papel importante en la mitología local, porque es asociada con la brujería y las fuerzas del mal. Se cree que es la forma que adopta la Voladora para cumplir sus tareas. Ésta es una mujer mensajera de los brujos de Chiloé que vomita sus entrañas y se desplaza por el aire emitiendo gritos espeluznantes y carcajada
En Bolivia, el nombre de la localidad de Guaqui, ubicada en el departamento de La Paz, proviene del sonido que emite esta ave.

## Nombres comunes
| Nombre                                                                          | País                 |
| ------------------------------------------------------------------------------- | -------------------- |
| garza bruja zorro de agua                                                       | Argentina Uruguay    |
| guaco                                                                           | Colombia Venezuela   |
| chocuaco martinete capinegro                                                    | Costa Rica           |
| huairavo                                                                        | Chile                |
| gauda bauda                                                                     | Chile                |
| guanabá de la Florida                                                           | Cuba                 |
| martinete común                                                                 | España               |
| huaco cuaco wacana garza nocturna coroninegra pedrete corona negra pedrete gris | México               |
| huaco garza huaco                                                               | Perú                 |
| rey congo cabeza negra                                                          | República Dominicana |
| yaboa real                                                                      | Puerto Rico          |